# ローズマリー・サトクリフ
ローズマリー・サトクリフ（Rosemary Sutcliff、1920年12月14日 - 1992年7月23日）は、イギリスの歴史小説・ファンタジー小説家。20世紀イギリスを代表する児童文学作家、歴史小説家と評される。足に障害があり、生涯を通して病と闘い車椅子で生活した。
1950年にプロ作家としてデビューした。作品は綿密な時代考証に基づいており、若者の成長と友情をテーマにしたものが多い。作品には作者と同じく傷や障害のある人物が多く登場する。代表作は、ローマ帝国支配下にあったブリテン島の歴史を踏まえて書かれた児童向け歴史小説『第九軍団のワシ』（The Eagle of the Ninth、1954年）、『銀の枝』（The Silver Branch、1957年）、『ともしびをかかげて』（The Lantern Bearers、1959年。カーネギー賞受賞）の「ローマン・ブリテン3部作」で、イギリスだけでなく世界中で読まれている。子児童向け歴史小説が多いが、大人向けの作品も書いている。作品には、ケルト神話やギリシア神話を元にしたもの、ケルトの民族やイングランド地方の話などが多い。
2011年には、『第九軍団のワシ』がケヴィン・マクドナルド監督によって映画化された。

## 経歴
イギリスのサリーにある海軍将校の家に生まれた。2歳の時にかかったスティル病という進行性の若年性関節リウマチが元で歩行障害をきたし、通院、手術入院を繰り返しながら、主に車椅子で暮らすようになった。生涯病と闘い、車いすで生活した。幼いころは、病床で母の読む小説や神話をよく聞いていたという。自伝によると、ポター、ミルン、ディケンズ、スティーヴンソン、アンデルセン、ケネス・グレアムなどに影響を受けた。特にラドヤード・キップリング『プークが丘のパック』（1906年）のローマ時代の物語が、『第九軍団のワシ』執筆に繋がっていると述べている。
幼いころから美術の才能があった。個人経営の学校に通ったが、14歳の時に学業を離れ、画家を志して1935年にビドフォード美術学校に進んだ。20代の初めには、軍隊に勤務する青年たちを描いたりする細密画家となった。細密画家であることに苦痛を感じるようになり、より広い世界での自己表現を求めて、手近にある紙に子供向け歴史小説語をつづり始めた。（これについては彼女自身が、自叙伝『思い出の青い丘』の中で、本当は油絵の画家になりたかったが体が不自由なために思い叶わず、細密画家としての技量は優れておりプロにはなったものの、どこかで不満を感じていたのだと説明している）
そうして書いた作品は偶然、オックスフォード大学出版局に渡った。送られた原稿そのものは日の目を見なかったが、出版局から来た手紙の誘いに応じてサトクリフは『ロビンフッドの物語』（Chronicles of Robin Hood）を書き、処女作となった『エリザベス女王物語』（The Queen Elizabeth Story）と同じ1950年に出版され、30歳で作家デビューした。サトクリフは、結婚を考えた恋人と破局したことで傷つき、それによりアマチュアからプロの作家に成長できたと考えている。この頃の作品に、『第九軍団のワシ』（1954年）、『ケルトとローマの息子』（Outcast、1955年）などがあり、1959年には、『ともしびをかかげて』（The Lantern Bearers）を書き上げ、同作で優れた児童文学に贈られるカーネギー賞を受賞した。児童文学作家としての地位を確立し、これ以降、英国トップレベルの児童文学の書き手の一人と見なされるようになった。
児童向け歴史小説だけでなく大人向け歴史小説、ギリシア神話の再話もあり、『ベーオウルフ』（Beowulf: Dragonslayer、1961年）、『トリスタンとイズー』（ Tristan and Iseult、1971年）などを著した。これらの業績から、大英帝国勲章の名誉大英勲章（OBE）を贈られた。
1985年、1973年に出版した『王のしるし』（The Mark of the Horse Lord）でフェニックス賞を受賞。
1992年に他界、死後に名誉大英勲章（CBE）を授章した。
2010年、1990年に出版した『アネイリンの歌 ケルトの戦の物語』（The Shining Company）で再びフェニックス賞を受賞した。
2011年、『第九軍団のワシ』（Eagle of the Ninth）を原作とする映画『第九軍団のワシ』（The Eagle）が公開された。

## 作品リスト
数字は全て原著の出版年。分類は英語版ウィキペディアに従った。

### ローマン・ブリテン4部作
ローマン・ブリテンに題材を採った作品群。元々「ローマン・ブリテン3部作」と呼ばれていたが、のちに『辺境のオオカミ』が執筆されたため4部作と総称されることもある。
- 『第九軍団のワシ』 The Eagle of the Ninth（1954年;Oxford University Press初出, 1972年;岩波書店上製本 猪熊葉子訳, 2007年;岩波少年文庫 579）
- 『銀の枝』 The Silver Branch （1957年;Oxford University Press初出, 1994年;岩波書店上製本 猪熊葉子訳, 2007年;岩波少年文庫 580）
- 『ともしびをかかげて』 The Lantern Bearers （1959年;Oxford University Press初出, 1969年;岩波書店上製本 猪熊葉子訳, 2008年;岩波少年文庫 上・下 581-2）
- 『辺境のオオカミ』 Frontier Wolf （1980年, 2002年;岩波書店上製本 猪熊葉子訳）

### アーサー王シリーズ
- 『アーサー王と円卓の騎士』 The Sword and the Circle （1979年, 2001年;原書房 【サトクリフ・オリジナル1】 山本史郎訳）
- 『アーサー王と聖杯の物語』 The Light Beyond the Forest （1979年, 2001年;原書房 【サトクリフ・オリジナル2】 山本史郎訳）
- 『アーサー王最後の戦い』 The Road to Camlann （1981年, 2001年;原書房 【サトクリフ・オリジナル3】 山本史郎訳）

### その他児童文学
- 『イルカの家』 The Armourer's House （1951年,2005年;評論社 乾侑美子訳）
- 『ほこりまみれの兄弟』Brother Dustyfeet  （1952年,2010年;評論社 乾侑美子訳）
- 『ケルトとローマの息子』 Outcast （1955, 2002年;ほるぷ出版単行本 灰島かり訳）
- 『シールド・リング ヴァイキングの心の砦』 The Shield Ring （1956年, 2003年;原書房 山本史郎訳）
- 『太陽の戦士』 Warrior Scarlet （1957年;Oxford University Press初出, 1968年;岩波書店上製本 猪熊葉子訳, 2005年 岩波少年文庫 570）
- 『女王エリザベスと寵臣ウォルター・ローリー』 Lady in Waiting （1957年, 2007年;原書房 山本史郎訳）
- The Queen Elizabeth Story （1958年)
- Simon （1959）
- 『白馬の騎士』Rider of the White Horse （1959年, 2008年;原書房 山本史郎訳）
- 『運命の騎士』 Knight's Fee （1960年,1970年;岩波書店 猪熊葉子訳） illustrated by Charles Keeping
- Bridge Builders （1961年）
- 『ベーオウルフ 妖怪と竜と英雄の物語』 Beowulf: Dragonslayer （1961年, 1990年 沖積舎  井辻朱美訳, 2002年;原書房 【サトクリフ・オリジナル7】井辻朱美訳）

『ベーオウルフ』の再話
- 『夜明けの風』 Dawn Wind （1961年, 2004年;ほるぷ出版単行本 灰島かり訳）
- 『炎の戦士クーフリン』 The Hound of Ulster （1963年, 2003年;ほるぷ出版単行本 灰島かり訳）

ケルト神話の英雄クー・フーリンにまつわる再話
- 『王のしるし』 The Mark of the Horse Lord （1965年, 1973年;岩波書店上製本 猪熊葉子訳）
- 『英雄アルキビアデスの物語 上・下』 The Flowers of Adonis （1965年, 2005年;原書房 山本史郎訳）
- 『族長の娘―ヒースの花冠』 The Chief's Daughter （1967年）

日本語訳は『三つの冠の物語 ヒース、樫、オリーブ』（2003年;原書房 山本史郎訳）に所収
- 『黄金の騎士フィン・マックール』 The High Deeds of Finn Mac Cool （1967年, 2003年ほるぷ出版 金原瑞人・久慈美貴共訳）
- 『樫の葉の冠』（オークリーフのサークレット） A Circlet of Oak Leaves （1968年）

日本語訳は『三つの冠の物語 ヒース、樫、オリーブ』に所収
- The Witch's Brat （1970年）
- 『トリスタンとイズー』 Tristan and Iseult （1971年,1989年;沖積舎 井辻朱美訳）
- The Truce of the Games （1971年）
- 『山羊座の腕輪（ブレスレット）ブリタニアのルシウスの物語』 The Capricorn Bracelet （1973年, 2003年;原書房 山本史郎訳）
- The Changeling （1974年）
- We Lived in Drumfyvie （1975年）
- 『ヴァイキングの誓い』 Blood Feud （1976年, 2002年ほるぷ出版 金原瑞人・久慈美貴共訳）
- 『ケルトの白馬』 Sun Horse, Moon Horse （1977年, 2000年;ほるぷ出版 灰島かり訳）
- Shifting Sands （1977年）
- 『闇の女王にささげる歌』 Song for a Dark Queen （1978年,2002;評論社 乾侑美子訳）

ケルトの女王ブーディカにまつわる伝説の再話
- 『ロビン・フッドの物語』 Chronicles of Robin Hood （1950年, 2004年;原書房 山本史郎訳）
- Eagle's Egg （1981年）
- 『はるかスコットランドの丘を越えて』 Bonnie Dundee （1983年, 1994年;ほるぷ出版 早川敦子訳）
- Flame-colored Taffeta （1986年）
- 『小犬のピピン』 A Little Dog Like You （1987年, 1995年;岩波書店 猪熊葉子訳）
- 『アネイリンの歌 ケルトの戦の物語』 The Shining Company （1990年,  2002年;小峰書店 本間裕子訳）
- 『竜の子ラッキーと音楽師』 The Minstrel and the Dragon Pup （1993年, 1994年;岩波書店 猪熊葉子訳）
- 『トロイアの黒い船団 ギリシア神話の物語・上』 Black Ships Before Troy （1993年, 2001年;原書房 【サトクリフ・オリジナル4】 山本史郎訳） illustrated by Allan Lee

イリアスの再話
- Chess-dream in the Garden （1993年）
- 『オデュッセウスの冒険 ギリシア神話の物語・下』 The Wanderings of Odysseus （1995年, 2001年;原書房 【サトクリフ・オリジナル5】 山本史郎訳） illustrated by Allan Lee

オデュッセイアの再話
- 『剣の歌 ヴァイキングの物語』 Sword Song （1997年, 2002年;原書房 【サトクリフ・オリジナル6】 山本史郎訳） published posthumously

### ノンフィクション
- Heroes and History （1966年）
- 『思い出の青い丘-サトクリフ自伝』 Blue Remembered Hills （1983年; 1985年 岩波書店 猪熊葉子訳）

サトクリフ自身による自叙伝

### 大人向けの小説
- 『血と砂 愛と死のアラビア』（上下巻） Blood and Sand （1987年, 2007年;原書房 山本史郎訳）

2008年、宝塚歌劇団花組で『愛と死のアラビア －高潔なアラブの戦士となったイギリス人－』として舞台化。
- 『落日の剣 真実のアーサー王の物語 上（若き戦士の物語）・下（王の苦悩と悲劇）』 Sword at Sunset （1963年, 2002年;原書房 山本史郎訳）

大人向けの小説。アーサー王にまつわる物語であるが、子供向けに書かれた物語とは異なる。『ともしびをかかげて』の後日談に当たる。